# Airglow

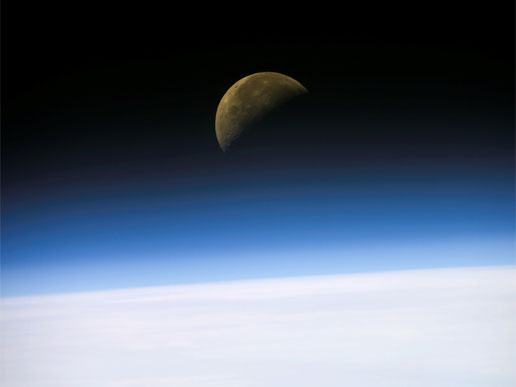
Imatge de la lluna des de l'horitzó de la Terra i airglow feta amb càmera digital des del transbodador espacial Columbia.

L'airglow (luminescència del cel nocturn) és una emissió de llum molt feble de l'atmosfera terrestre que fa que el cel nocturn no sigui mai completament fosc. Anders Ångström el va descriure per primera vegada el 1868. L'airglow és el resultat de diferents processos que tenen lloc a l'alta atmosfera, com la recombinació d'ions ionitzats pel Sol durant el dia, la luminescència que provoquen els raigs còsmics en xocar amb les capes altes de l'atmosfera, i la quimioluminescència produïda quan l'oxigen i hidrogen principalment reaccionen amb ions hidroxils a uns centenars de quilòmetres d'alçada. Durant el dia aquesta luminescència no és perceptible a causa de la llum provinent del Sol.
L'efecte de l'airglow limita la sensibilitat dels telescopis de longitud d'ona visible situats a la Terra. Aquesta és una de les raons per les quals s'han construït telescopis a l'espai del tipus Hubble que poden observar objectes molt més tènues que els telescopis terrestres de longitud d'ona visible.
La luminescència nocturna (airglow), generalment de color blavós, pot arribar a ser prou brillant perquè un observador la pugui percebre. Tot i que l'emissió aiglow és pràcticament uniforme en l'atmosfera, per a un observador terrestre, sembla més brillant a uns 10 graus per sobre de l'horitzó, a causa del fet que com més baix és l'angle de visió més gran és la profunditat de l'atmosfera a través de la qual mirem. Si l'angle és molt baix, això no obstant, l'extinció atmosfèrica redueix la lluentor aparent de l'airglow.
Un dels mecanismes que produeix l'airglow és que un àtom d'hidrogen es combina amb un àtom d'oxigen per a formar una molècula d'òxid nítric (NO). En aquest procés s'emet un fotó que pot tenir qualsevol de les diferents longituds d'ona característica de les molècules d'òxid nítric. Hi ha àtoms lliures per aquest procés perquè les molècules de nitrogen (N₂) i oxigen (O₂) es dissocien quan l'energia solar arriba a les capes altes de l'atmosfera, i pot trobar qualsevol per formar NO. Altres molècules que poden crear airglow en l'atmosfera són OH, OI i Nal. La lluentor del cel s'expressa normalment en unitats de magnituds astronòmiques per arcsegon quadrat de cel.

## Airglow induït
S'han fet diferents experiments científics per induir l'airglow mitjançant la direcció d'emissions de ràdio d'alta potència a la ionosfera terrestre. Aquestes longituds d'ona interaccionen amb la ionosfera per induir una feble però perceptible llum visible a específiques longituds d'ona. sota certes condicions.